# ガソリン

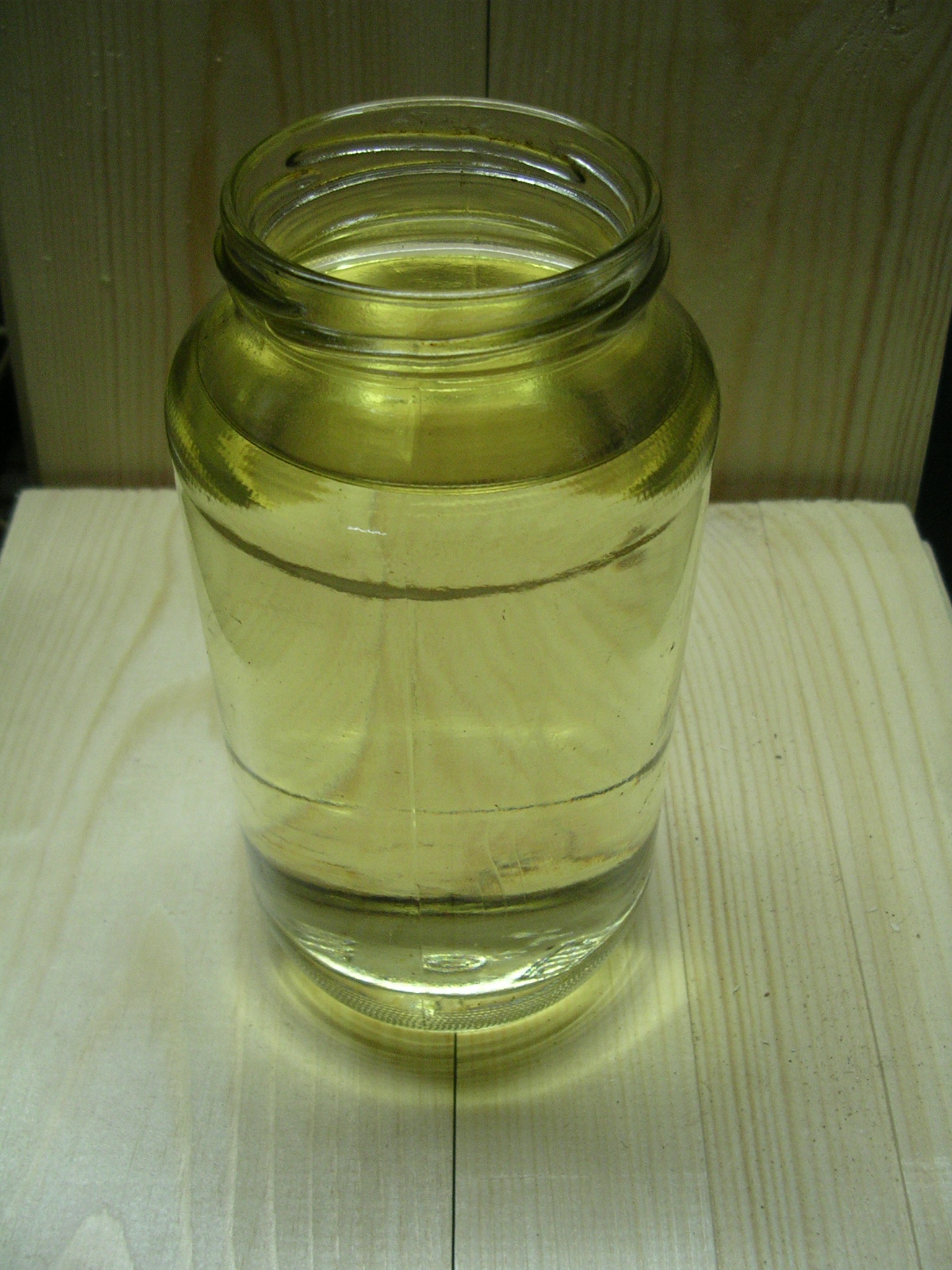
ガソリン

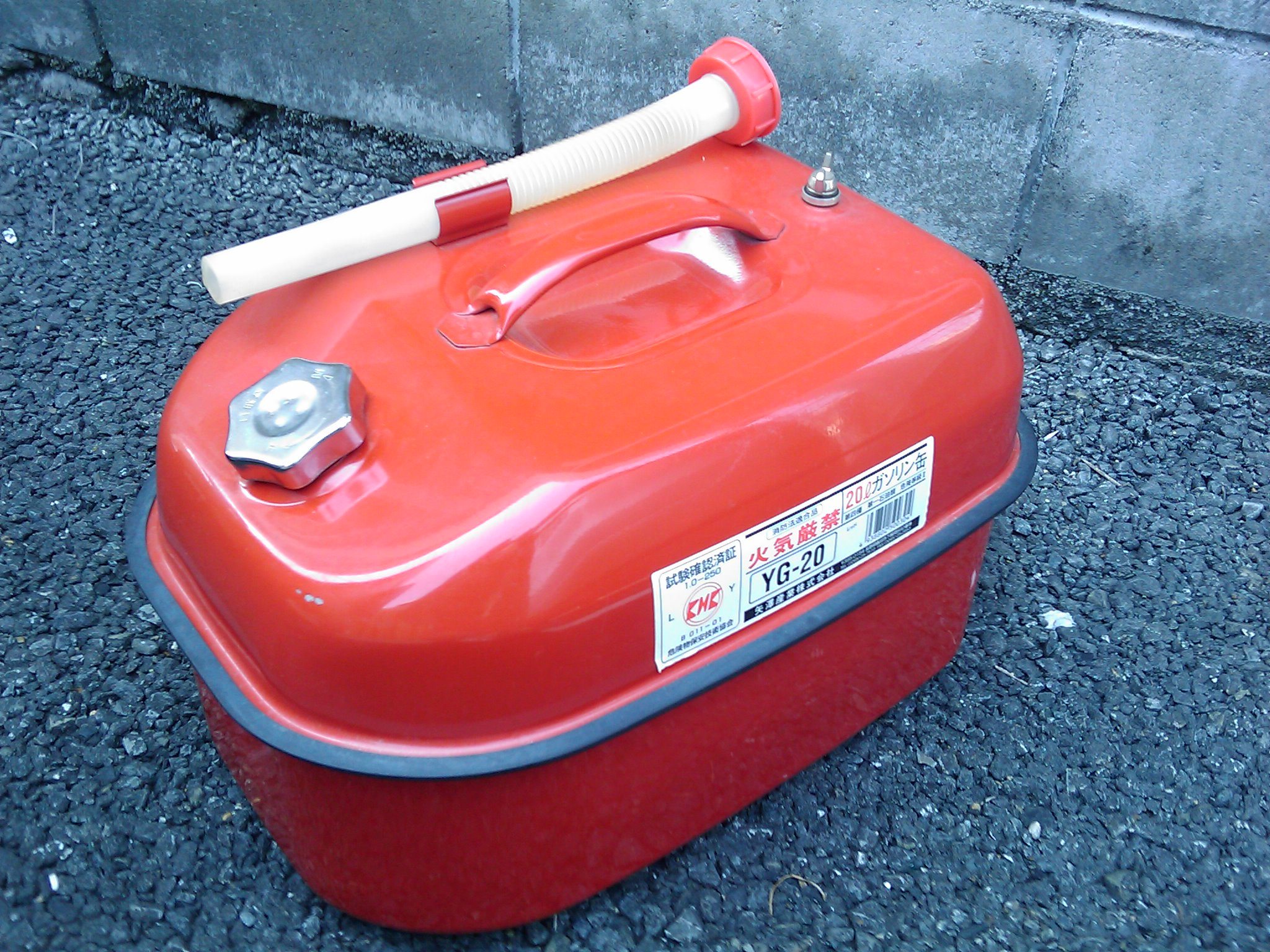
金属製ガソリン携行缶20 L

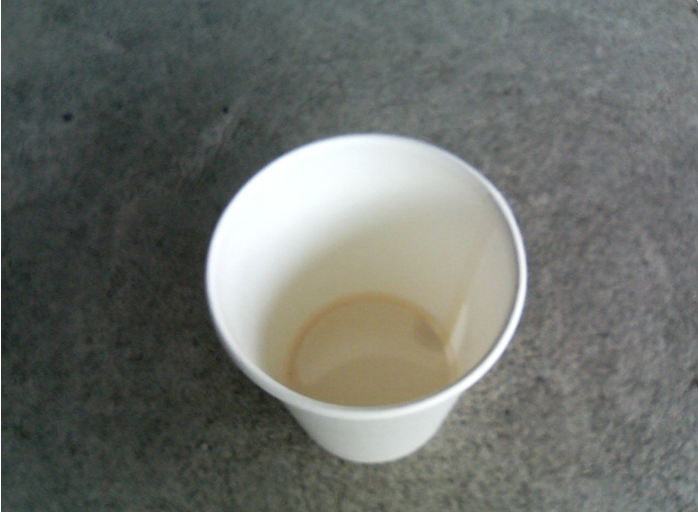
自動車用レギュラーガソリン

ガソリン（瓦斯倫、イギリス英語: petrol、アメリカ英語: gasoline）とは、石油製品の一種で、沸点が摂氏30度から220度の範囲にある石油製品（および中間製品）の総称。
ガソリンは代表的な液体燃料である。アメリカ合衆国では「ガス」と呼ばれることが多く、日本で自動車の燃料切れを意味するガス欠はこれに由来する。また常温で揮発性が高いため、日本の法令などでは揮発油（きはつゆ）と呼ばれる場合がある。

## 概要
ガソリンは常温において無色透明の液体である。ただし、安全の観点から自動車用ガソリンなどは着色されている。揮発性が高く、特有の臭気を放つ。主成分は炭素と水素が結びついた、炭素数4 - 10の炭化水素の混合物で、密度は一般に783 kg/m3である。硫黄や窒化物などの不純物が含まれているが、製品にする際は脱硫などの工程により大部分が取り除かれる。
ガソリン（一般的な自動車ガソリン）の引火点は-40℃以下で、常温でも火を近づければ燃焼する。沸点も40～220℃と低い。液比重は1よりも小さいため水に浮き、水に溶けない（非水溶性）。揮発したガソリンは空気より3 - 4倍重いため、床面または地面など低いところに沿って広がる。比重が1以下のため火災時に水を注入すると、飛び散ったり下に入り込んだ水で炎が拡散することから、B火災（油による火災）に対応した消火器が必要となる。
また前述のように室温であっても容易に揮発し、条件によっては爆発的に引火するため、静電気程度のわずかな火種であっても爆発してしまい、実際に事故も発生している（例：名古屋立てこもり放火事件）。また大量のガソリンによる火災は爆燃現象が発生し消火や避難が間に合わないこともある。
ガソリンは高度な石油化学工業製品であり、ガソリンの生産には高度な技術と大規模な石油化学工場が必要となる。このため、ほとんどの産油国では原油を輸出し、ガソリンを輸入している。

## ガソリンの精製
ナフサを直留ガソリン、粗製ガソリンと呼び、ナフサを接触改質して芳香族を高めたものを改質ガソリンと呼ぶ。重質の石油留分を、接触分解または熱分解で分解して製造したガソリンや、エチレンプラントでのナフサ熱分解によって得られる液体生成物は、分解ガソリンと呼ばれ、分離精製して芳香族炭化水素などの石油化学製品となる。

## 合成ガソリン
メタノール、天然ガス、および低品位な石炭である褐炭などを原料として、触媒を使用した炭化水素合成反応によって得られる液状炭化水素（人造石油）のうち、沸点範囲がガソリンと同等な液状物質のこと。第二次世界大戦以前の日本やドイツでは石油資源が稀少であったため重要な戦略物質であった。
気体を原料とする方法はフランツ・フィッシャーとハンス・トロプシュによって1922年に最初の合成が報告されて以降多くの基礎的研究、応用研究、工業的生産のための研究が行われた。軍部が主導し1930年代後半から日本やドイツで工業生産が行われた。代表的な合成方法は最初の報告者にちなみフィッシャー・トロプシュ法と呼ばれている。
使用される触媒は、ゼオライト、鉄(Fe)、アルミニウム(Al)、ルテニウム(Ru)を主成分としてコバルト(Co)、モリブデン(Mo)、プラチナ(Pt)など様々な微量元素が添加される。
褐炭を原料とする方法（石炭直接液化）は、1921年のベルギウス法から発展した技術により生産される。より安価なガソリンの生産方法として原油を分留する技術の発達により衰退したが、1970年代の石油危機により再び注目された。
フィッシャー・トロプシュ法ではメタン(CH4)からワックスに至る幅広い沸点を有する液状物質が得られるので、液状物質を分留や水素添加による重合反応により目的の沸点を有する液状物質へと変化させる。1940年代の技術により得られたガソリンは直鎖パラフィンを主成分とする比率が高いためオクタン価は低かったが、改質を行い高オクタン価のガソリンとした。
1980年代になると最適な触媒に対する知見が深まり、ZSM-5触媒が見出されオクタン価90のガソリンが得られる様になった。この技術を応用し1986年にはニュージーランドで商業規模のプラントが稼働し、1989年時点ではニュージーランド国内のガソリン需要の約1/3を供給した。

## ガソリンの用途
ガソリンの99%以上は燃料としてガソリン自動車用に消費されている。ただし、一部は小型航空機などの燃料用、溶剤用、ドライクリーニング用、塗料用にも用いられている。しみ抜きなどに用いられるものは、日本ではベンジンと呼ばれる。

### 自動車燃料
自動車工学では、火花点火機関用燃料に位置づけられる。どの国でも軽油・灯油との区別・識別のために着色されており、日本ではオレンジ色に着色するよう定められている。完全に燃焼することで二酸化炭素 (CO2) と水 (H2O) になるが、不完全燃焼を起こすと一酸化炭素や炭素が多くなる。理論上、ガソリン1 gの燃焼には 14.7 gの空気が必要である。この比率は理論空燃比とも呼ばれ、今日の各種の排ガス規制をクリアするために内燃機関メーカーは様々な対策をエンジンに施し、この理論空燃比に近づけるようにしている。

### 混合燃料・代替エネルギーへの転換
環境特性の強化から、エタノールを混合したガソリンのことをガスホール（ガソリン+アルコールの造語）と呼ぶ。また、二酸化炭素の排出量削減のため、植物由来のバイオエタノールとイソブテンを反応させたエチルターシャリーブチルエーテルを一般のガソリンに対して1から3%混合させたバイオガソリンも、2007年4月27日より東京圏のガソリンスタンドで販売されている。
植物は大気中の二酸化炭素を吸収しており、その植物原料からの燃料ならば、燃焼させて二酸化炭素に変わっても二酸化炭素の絶対量は増えないと考えられている（カーボンニュートラルも参照）が、エチルtert-ブチルエーテル（ETBE）は毒性が高いというデータがある。ゴムやプラスチックなどの部品を腐食する可能性があり、窒素酸化物をより多く排出するともされ、根本的な解決には至っていない。近年は、電気自動車や燃料電池車を環境負担の解決と考え、自動車メーカーは開発にしのぎを削っている。また、プラグインハイブリッドカーも一定の効果はあるとされている。

## 自動車用ガソリン
自動車用ガソリンは冬の低温の中でもエンジンが始動し、夏の暑さでもパーコレーションを起こさず、また、腐食性などがないことが要求される。
一般にはガソリンスタンドで販売される。日本の商慣行では、重量でなく体積を単位として取引される。このため猛暑で在庫ガソリンの体積が膨張すると、収益面で売り手が有利になる（寒冷期は逆）。

### 規格

#### 欧米
ヨーロッパ規格ではEN228、アメリカ合衆国ではアメリカ材料試験協会のASTM D439で基準が設けられている。
アメリカ合衆国で販売されるガソリンは、品質により、一般ガソリン（conventional）、含酸素ガソリン(oxygenated)、RFG（reformulated、リフォーミュレーテッドガソリン、改質ガソリン）に分けられる。含酸素ガソリンは含酸素化合物を酸素量換算で2.7Wt%（重量%）以上混合したガソリンをいう。また、RFGは含酸素化合物を最低2.0Wt%混合したガソリンをいう。

#### 日本
日本産業規格ではJIS K 2202によって規格化されている。

### アンチノック性による分類

#### ヨーロッパ
ヨーロッパ規格(EN228)では、アンチノック性の下限値95/85(RON/MON)の基準を満たすガソリンをプレミアムガソリンとして販売し、レギュラーガソリンと区別している。さらに、アンチノック性の下限値が98/88（RON/MON）の基準を上回るものは、スーパープラスという。

#### アメリカ合衆国
アメリカ合衆国で販売されるガソリンは、オクタン価により、レギュラー（regular、オクタン価87）、中間グレード（midgrade、オクタン価89）、プレミアム（premium、オクタン価91以上）に分けられる。

#### 日本
日本ではアンチノック性が大きい高オクタン価ガソリンは「ハイオク」や「プレミアム」と呼ばれ、レギュラーガソリンは単に「ガソリン」または「レギュラー」などと呼ばれている。
ハイオクガソリンは各社で差別化を図るために商標が与えられ、ハイオク仕様車が登場するまでは大々的な宣伝活動が行われていた。一部の元売会社ではレギュラーガソリンにも商標が与えられていることがある。（出光興産の「赤アポロガソリン」や「出光ゼアス」、旧・日本石油の「日石シルバーガソリン」など）

### 有鉛ガソリンと無鉛ガソリン
鉛の含有量が一定基準以下のガソリンを無鉛ガソリン、その基準を満たさないものを有鉛ガソリンという。
古くはノッキング防止と動弁系部品の減摩剤として、テトラエチル鉛を添加した有鉛ガソリンが自動車用ガソリンとして使われていたが、鉛の毒性を理由とする無鉛化の動きにより規制された。
日本では1987年（昭和62年）までに完全無鉛化され、公道を走る自動車のガソリンは全て無鉛ガソリンになっている。
ヨーロッパ規格(EN228)では、2000年以降、ガソリンの鉛最大含有量は5 mg/lとされ、その基準を満たさないガソリン（有鉛ガソリン）の販売は禁止されている。また、ガソリンに含有するベンゼンの有害性から、無鉛ガソリンではベンゼンの上限値も設けられるようになった。日本国内で、市販自動車用ガソリンとして低ベンゼン製品の販売を最初に開始したのは出光興産で、その後、他社も追随するようになった。2000年からはベンゼン含有量1容量 %以下の製品が出荷されてきている。ヨーロッパ規格(EN228)では、ベンゼンの上限値は1vol %（体積比）とされている。
なお、自動車用の有鉛ガソリンは2002年の時点では112ヶ国で使用されていたが、同年からの国連環境計画の取り組みにより全世界で無鉛化が進み、2021年7月にアルジェリアで販売が中止されたのを最後に全廃された。

## 航空用ガソリン

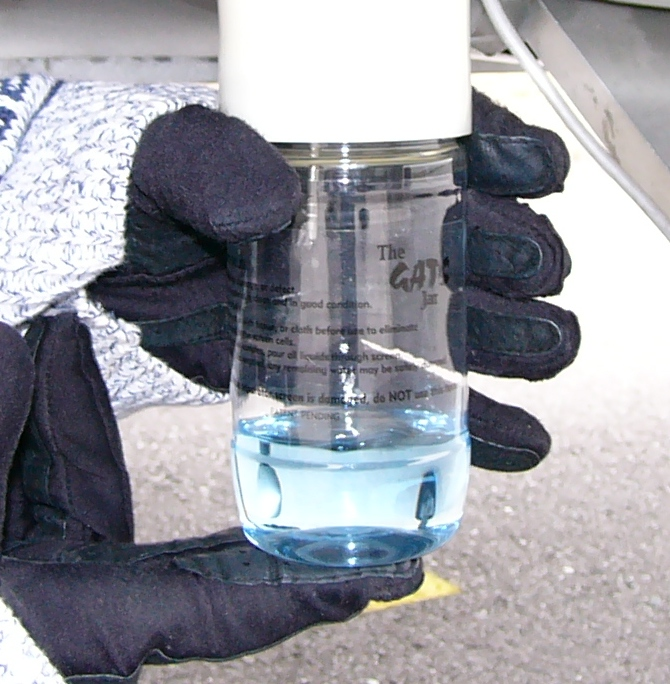
100LLの航空用ガソリン

航空用ガソリン（アブガス）とは、ガソリンエンジンを動力とする航空機向けに以下の条件が備わった、アルキル鉛などで加鉛されている有鉛ガソリンである。ゆえに無鉛ガソリン仕様の自動車やオートバイには使用できない。有鉛ガソリンを無鉛ガソリン仕様のエンジンに使用すると健康被害や環境汚染の原因となるだけでなく、ポペットバルブやバルブシートの損傷、点火プラグの汚損、触媒の破損など故障の原因となる。自動車用ガソリンの世界的な完全無鉛化に伴い、現在では同ガソリンへの添加が禁止されている。
添加用のアルキル鉛はテトラエチル鉛 (C2H5)4Pb が最もよく用いられるが、他にも性質の近い四メチル鉛 (CH3)4Pb やメチルエチル鉛なども使用される。これらは全て強い毒性を持ち、テトラエチル鉛は毒劇法の特定毒物に指定されている。呼吸だけでなく皮膚からも容易に吸収され、体内に蓄積されやすい。多く体内に取り込まれると鉛中毒を起こす。
日本で入手できる航空用ガソリンのオクタン価は最大でも100オクタンであり、自動車用として販売されている無鉛ハイオクと同じである。
- 適度の揮発性
- 高いアンチノック性
- 高い発熱量
- 腐食性がないこと
- 耐寒性に富むこと
- 安定性が高いこと（経時分解の進行が遅いこと）

航空ガソリンの規格には次のような物がある。
- 米民間規格 : ASTM D910-70（旧）、ASTM D910-75（新）
- 米国軍用規格 : MIL-G-5572
- 日本産業規格 : JIS K 2206

| 等級  | 鉛（cc/gai） | 着色 | 備考                                  |
| ----- | ------------ | ---- | ------------------------------------- |
| 80    | 0.50         | 赤   | 世界的に製造縮小                      |
| 100LL | 2.00         | 青   | 日、米、欧で入手可                    |
| 100   | 3.00         | 緑   | 現在の主流だが、100LLに移行しつつある |

第二次世界大戦には圧縮比の高いレシプロエンジンを駆動するためオクタン価の高いガソリンが必要となり、枝分かれの多い脂環式炭化水素によりオクタン価を上げる提案がされた。これらの原料としてクメンを製造するためのプラントが建設された。
日本では航空用ガソリンが給油できる飛行場が減少し、価格も上昇していることから、より安価で給油できる場所が多いジェット燃料が使える航空用ディーゼルエンジンを販売するメーカー（Technify Motorsなど）の製品と換装する事業者もある。ジェット燃料を使用しても操縦資格はガソリンと同じ「ピストン」である。
アリソン 250はターボシャフト/ターボプロップエンジンであるが、代用として航空ガソリン1に対しジェット燃料2の混合燃料、緊急時には無鉛ガソリンも使用可能である（整備が必要となる）。

## 工業ガソリン
塗料、洗浄、油脂抽出、ドライクリーニングなど、燃料以外の用途に用いられるガソリンである。
日本産業規格では、JIS K 2201によって、次の5種類に分類される。
- 1号 : ベンジン - 洗浄用
- 2号 : ゴム揮発油 - ゴム用溶剤・塗料用
- 3号 : 大豆揮発油 - 抽出用
- 4号 : ミネラルスピリット（英語版） - 塗料用(油絵具の溶剤のペトロール等)(また、軟膏等に使われるワセリンもミネラルスピリット)
- 5号 : クリーニングソルベント - ドライクリーニング用・塗料用　（「ソルベント:Solvent」とは英語で有機溶剤のこと。）。

これらは引火点や蒸留性状によって分類されている。例えば、1号は初留温度30℃以上・終点150℃以下のものを、5号は初留温度150℃以上・終点210℃以上で、引火点が38℃以上のものをいう。

## ガソリンの管理

### 各国の規制

#### 日本
日本では消防法第2条第7項に定義される危険物に該当し、第4類危険物の第1石油類に分類されている。また、政令や火災予防に関する市町村の条例によって取り扱いには規制が設けられている。
- ガソリンを運搬する場合は、消防法令に適合した容器（性能試験において基準に適合した金属製容器のガソリン携行缶）を使用する必要がある[1]。車両への直接給油以外でガソリンを携行缶に入れて購入する場合は法改正により「使用目的の申告」と「身分証の提示」が求められ、携行缶へのガソリン給油は店員（危険物取扱資格を有する者）しかできない。乗用車等による運搬には容量にも規制がある[1]。
- ガソリンの保管可能量も厳重に規制されている（40L以上のガソリンを保管する場合、少量危険物としてみなされるため、所轄消防署へ「消防法に基づく事前届け出」が必要）。

また、労働安全衛生法施行令の別表第6の2において有機溶剤にも掲げられている。

#### アメリカ合衆国
米国では民間団体の全米防火協会（NFPA）が標準的な防火基準を定めており多くの州でこれを引用しており、ガソリンスタンド及び天然ガススタンドに係る規格としてNFPA30A及びNFPA52が定められている。また、米国保険業者安全試験所（UL）の給油設備の規格であるUL87の運用では、ガソリンディスペンサーは天然ガスディスペンサーから5フィート（1.5m）の離隔距離が必要とされている。

### 誤給油
時折、軽油や灯油を求められてガソリンを販売してしまう（あるいは、その逆の）誤給油のトラブルが発生することがある。

### 保管中の品質低下
ガソリンは、長期間の保管により劣化したり、不純物が混入したりといった、品質の低下が発生する場合がある。
長期間の放置や極端な温度条件下での保管により、成分が変質し劣化してしまい、俗に「ガソリンが腐る」とも言われる。ガソリンにはアルケンが含まれており、空気中の酸素と徐々に化学反応（酸化）することで、蟻酸や酢酸に変化し、独特の刺激臭を放つようになる。これらの酸は、金属製の容器や機器の部品を腐食する。あるいは、揮発しやすい成分だけが抜けて、流動性が悪く粘着質のワニスやガム質と呼ばれる残渣が残り、ガソリン流路を詰まらせる場合がある。

## ガソリン税制

### 日本の税制

#### 自動車用ガソリン
ガソリン税（ガソリンぜい）とは、正式には「揮発油税及び地方揮発油税」のこと。これらの税額は、地方揮発油税は当分の間ガソリン1キロリットルあたり5,200円、揮発油税は1キロリットルあたり24,300円であるが、揮発油税については租税特別措置法の規定により倍額され、1キロリットル当たり48,600円となっている。なお、同法（租税特別措置法）は、ガソリン国会中の2008年4月1日から同年4月30日の間、一時的に失効された。また、沖縄県については沖縄の復帰に伴う特別措置に関する法律（昭和46年法律第129号）、沖縄の復帰に伴う国税関係法令の適用の特別措置等に関する政令（昭和47年政令第151号）に基づき、揮発油税は42,277円となっている。
なお、ガソリンの小売価格は、ガソリン本体価格とガソリン税相当額の合計に消費税が課された金額であり、伝票にも「内ガソリン税@53.8」と記載されることから、ガソリン税にさらに消費税を課しているように見えるため、二重課税であるとされることがあるが、国税庁の見解では「ガソリン税は販売者が負担するものであり、納税義務者が異なるため二重課税にはあたらない」としている。一方で軽油の小売価格については、軽油本体価格にのみ消費税が課せられるが、これは小売価格に含まれる軽油引取税が揮発油税とは異なり、その名の通り引取について課せられる税金であり、納税義務者が消費者であるため、その金額に納税義務者が同じく消費者である消費税を課すると、二重課税になってしまうからである。
脱税（不正利益）目的で、ガソリンに灯油が混入される事例が発生している。これは当然ながら違法行為であり、またこのような燃料油はガソリンエンジンを故障させる。

#### 航空用ガソリン
航空ガソリンの税金は、購入時には消費税のみ支払い、航空機燃料税は後日申告のうえ納付する仕組みをとっている。なお、航空機燃料税の税率は揮発油税より高いが、租税特別措置法（2倍掛け）が適用されていないので、実質的には安価なものとなっている。
- 揮発油税と地方揮発油税（53.8円/L）に対して航空機燃料税（26円/L）

航空機への給油時には必ず4枚1組の免税用紙を用意して、航空機へ給油したことを証明することになっている。証明できない場合には別途揮発油税と地方揮発油税を請求される。
自動車用ガソリンの方が安価な国もあるため、一部の航空機エンジンには自動車用ガソリン（ハイオク）対応を謳っているモデルが存在する。

## ガソリンの需給

### 石油製品中の割合
ガソリンは2003年の全石油製品需要2,004万B/Dのうち894万B/D（約45%）を占め、ガソリンの需給動向は原油価格に大きな影響を及ぼしている。

### ガソリン価格の動向
■ : 180円/L以上
■ : 170 - 180円/L未満
■ : 160 - 170円/L未満
■ : 150 - 160円/L未満
■ : 140 - 150円/L未満
■ : 130 - 140円/L未満
■ : 120 - 130円/L未満
■ : 110 - 120円/L未満
■ : 100 - 110円/L未満
■ : 090 - 100円/L未満
|    |      | 月  | 月  | 月  | 月  | 月  | 月  | 月  | 月  | 月  | 月  | 月  | 月  |
| 1  | 2    | 3   | 4   | 5   | 6   | 7   | 8   | 9   | 10  | 11  | 12  |     |     |
| 年 |      |     |     |     |     |     |     |     |     |     |     |     |     |
| -- | ---- | --- | --- | --- | --- | --- | --- | --- | --- | --- | --- | --- | --- |
| 年 | 1999 | 98  | 98  | 98  | 98  | 97  | 98  | 99  | 99  | 101 | 102 | 102 | 103 |
| 年 | 2000 | 103 | 103 | 102 | 103 | 103 | 104 | 104 | 105 | 105 | 108 | 109 | 110 |
| 年 | 2001 | 109 | 109 | 109 | 108 | 108 | 107 | 107 | 107 | 107 | 107 | 106 | 105 |
| 年 | 2002 | 105 | 104 | 104 | 104 | 106 | 106 | 106 | 105 | 105 | 105 | 105 | 105 |
| 年 | 2003 | 105 | 105 | 108 | 109 | 110 | 108 | 106 | 106 | 106 | 106 | 106 | 105 |
| 年 | 2004 | 105 | 105 | 106 | 108 | 108 | 114 | 115 | 115 | 119 | 120 | 121 | 119 |
| 年 | 2005 | 118 | 116 | 117 | 123 | 125 | 122 | 124 | 128 | 130 | 131 | 130 | 128 |
| 年 | 2006 | 128 | 129 | 130 | 130 | 136 | 135 | 137 | 144 | 144 | 141 | 135 | 133 |
| 年 | 2007 | 131 | 127 | 127 | 129 | 135 | 139 | 141 | 145 | 143 | 145 | 150 | 156 |
| 年 | 2008 | 154 | 152 | 153 | 132 | 160 | 172 | 181 | 182 | 173 | 158 | 132 | 117 |
| 年 | 2009 | 106 | 111 | 112 | 116 | 116 | 121 | 126 | 127 | 131 | 128 | 126 | 125 |
| 年 | 2010 | 125 | 128 | 130 | 133 | 137 | 136 | 133 | 132 | 132 | 132 | 131 | 131 |
| 年 | 2011 | 135 | 136 | 147 | 151 | 151 | 146 | 147 | 150 | 144 | 141 | 141 | 143 |
| 年 | 2012 | 141 | 142 | 155 | 156 | 151 | 140 | 139 | 143 | 147 | 146 | 144 | 146 |
| 年 | 2013 | 146 | 152 | 153 | 153 | 150 | 150 | 153 | 158 | 159 | 154 | 154 | 154 |
| 年 | 2014 | 157 | 156 | 159 | 163 | 165 | 166 | 168 | 166 | 166 | 163 | 157 | 149 |
| 年 | 2015 | 137 | 132 | 138 | 137 | 139 | 144 | 142 | 137 | 133 | 131 | 128 | 123 |
| 年 | 2016 | 114 | 111 | 109 | 115 | 117 | 122 | 120 | 118 | 120 | 120 | 124 | 126 |
| 年 | 2017 | 128 | 127 | 132 | 132 | 131 | 130 | 130 | 130 | 130 | 133 | 138 | 139 |
| 年 | 2018 | 140 | 142 | 142 | 142 | 146 | 152 | 151 | 151 | 152 | 157 | 155 | 145 |
| 年 | 2019 | 139 | 141 | 144 | 145 | 150 | 146 | 143 | 143 | 141 | 146 | 145 | 147 |
| 年 | 2020 | 151 | 148 | 144 | 133 | 126 | 131 | 131 | 134 | 135 | 133 | 131 | 134 |
| 年 | 2021 | 136 | 141 | 147 | 150 | 151 | 153 | 158 | 158 | 158 | 163 | 168 | 164 |
| 年 | 2022 | 166 | 170 | 173 | 172 | 168 | 170 | 170 | 167 | 168 | 166 | 167 | 167 |
| 年 | 2023 | 167 | 166 | 166 | 167 | 167 | 169 | 173 | 182 | 184 | 179 | 174 | 174 |
| 年 | 2024 | 174 | 174 | 174 | 175 | 174 | 175 | 176 | 174 | 174 | 175 | 175 | 175 |
| 年 | 2025 | 183 | 184 | 184 | 187 |     |     |     |     |     |     |     |     |

総務省 小売物価統計調査より
- 出典：https://www.stat.go.jp/data/kouri/doukou/zuhyou/7301_13.xls
- 出典：https://www.stat.go.jp/data/kouri/doukou/8.html